# Sent Maurzís
Sent Maurzis (en francès Saint-Maurice-des-Lions) és un municipi francès situat al departament del Charente i a la regió de la Nova Aquitània. L'any 2007 tenia 960 habitants.

## Demografia

### Població
El 2007 la població de fet de Saint-Maurice-des-Lions era de 960 persones. Hi havia 402 famílies de les quals 110 eren unipersonals (57 homes vivint sols i 53 dones vivint soles), 142 parelles sense fills, 138 parelles amb fills i 12 famílies monoparentals amb fills.
La població ha evolucionat segons el següent gràfic:
Habitants censats

### Habitatges
El 2007 hi havia 526 habitatges, 407 eren l'habitatge principal de la família, 71 eren segones residències i 48 estaven desocupats. 518 eren cases i 7 eren apartaments. Dels 407 habitatges principals, 312 estaven ocupats pels seus propietaris, 82 estaven llogats i ocupats pels llogaters i 13 estaven cedits a títol gratuït; 12 tenien dues cambres, 68 en tenien tres, 157 en tenien quatre i 170 en tenien cinc o més. 325 habitatges disposaven pel capbaix d'una plaça de pàrquing. A 188 habitatges hi havia un automòbil i a 176 n'hi havia dos o més.

### Piràmide de població
La piràmide de població per edats i sexe el 2009 era:
| Homes | Edats   | Dones |
| ----- | ------- | ----- |
| 0     | 95 o +  | 4     |
| 0     | 90 a 94 | 8     |
| 4     | 85 a 89 | 8     |
| 12    | 80 a 84 | 24    |
| 24    | 75 a 79 | 28    |
| 36    | 70 a 74 | 36    |
| 36    | 65 a 69 | 24    |
| 24    | 60 a 64 | 28    |
| 20    | 55 a 59 | 32    |
| 36    | 50 a 54 | 24    |
| 28    | 45 a 49 | 12    |
| 44    | 40 a 44 | 48    |
| 36    | 35 a 39 | 12    |
| 36    | 30 a 34 | 28    |
| 32    | 25 a 29 | 36    |
| 16    | 20 a 24 | 32    |
| 32    | 15 a 19 | 32    |
| 8     | 10 a 14 | 32    |
| 8     | 5 a 9   | 32    |
| 12    | 0 a 4   | 28    |

## Economia
El 2007 la població en edat de treballar era de 566 persones, 429 eren actives i 137 eren inactives. De les 429 persones actives 400 estaven ocupades (220 homes i 180 dones) i 29 estaven aturades (8 homes i 21 dones). De les 137 persones inactives 55 estaven jubilades, 38 estaven estudiant i 44 estaven classificades com a «altres inactius».

### Ingressos
El 2009 a Saint-Maurice-des-Lions hi havia 398 unitats fiscals que integraven 911 persones, la mediana anual d'ingressos fiscals per persona era de 14.472 €.

### Activitats econòmiques
Dels 31 establiments que hi havia el 2007, 1 era d'una empresa alimentària, 2 d'empreses de fabricació d'altres productes industrials, 11 d'empreses de construcció, 5 d'empreses de comerç i reparació d'automòbils, 1 d'una empresa d'informació i comunicació, 5 d'empreses de serveis, 3 d'entitats de l'administració pública i 3 d'empreses classificades com a «altres activitats de serveis».
Dels 13 establiments de servei als particulars que hi havia el 2009, 1 era un taller de reparació d'automòbils i de material agrícola, 2 paletes, 2 guixaires pintors, 3 fusteries, 2 lampisteries, 1 electricista i 2 perruqueries.
Dels 2 establiments comercials que hi havia el 2009, 1 era una botiga de menys de 120 m² i 1 una fleca.
L'any 2000 a Saint-Maurice-des-Lions hi havia 80 explotacions agrícoles que ocupaven un total de 3.978 hectàrees.

## Equipaments sanitaris i escolars
El 2009 hi havia una escola elemental integrada dins d'un grup escolar amb les comunes properes formant una escola dispersa.

## Poblacions més properes
El següent diagrama mostra les poblacions més properes.